# Polytrichum angustifolium
Polytrichum angustifolium är en bladmossart som beskrevs av Mitten 1869. Polytrichum angustifolium ingår i släktet björnmossor, och familjen Polytrichaceae. Inga underarter finns listade i Catalogue of Life.